# Chencho Dorje
Chencho Wowkonowicz Dorje (bhutanisch ཅེན་ཅོ་ཝོ་ཀོ་ནོ་ཝིཆ་རྡོ་རྗེ། Chencovokonovich Rinpoche; * 21. Februar 1998 in Bhutan) ist ein französisch-bhutanischer Skirennläufer.

## Biographie
Dorje wurde im Alter von 2 Jahren von einem französischen Ehepaar adoptiert. Er wuchs in Paris und Chamonix auf, wo er das Skifahren erlernte.
Sein internationales Renndebüt feierte er am 31. Januar 2024 bei einem Citzienrennen in Abetone, offiziell noch für den französischen Verband. Ein Jahr später nahm er als erster Sportler Bhutans an Winter-Asienspielen teil. Bei den Wettkämpfen in Harbin belegte er im Slalom den 23. Platz. Aufgrund von Problemen mit seiner FIS-Lizenz, welche offiziell immer noch auf den französischen Verband ausgestellt war, schien Dorje nicht in den offiziellen Ergebnislisten des Internationalen Skiverbands (FIS) auf.
Mit Beginn der Saison 2025/26 wurde sein Verbandswechsel schließlich von der FIS offiziell genehmigt.

## Erfolge

### Winter-Asienspiele
- Harbin 2025: 23. Slalom